# Różanka-Dwór
Różanka-Dwór (phát âm tiếng Ba Lan: [ruˈʐaŋka ˈdvur]; tiếng Đức: Rosental) là một ngôi làng ở quận hành chính của Gmina Banie Mazurskie, trong huyện Gołdapski, Warmińsko-Mazurskie, ở miền bắc Ba Lan, gần biên giới với Kaliningrad của Nga.
Trước năm 1945, khu vực này là một phần của Đức (Đông Phổ).